# Мазурський ландшафтний парк
Мазурський ландшафтний парк — ландшафтний парк, розташований у Вармінсько-Мазурському воєводстві (у гмінах Пієцькі, Мронгово, Свентайно, Руцяне-Ніда, Миколайки, Ожиш і Піш) у повітах Мронгово, Піш і Щитно. Це один із найбільших ландшафтних парків у Польщі.

## Історія
Парк був заснований в грудні 1977 р. постановами воєводських національних рад у Сувалках і Ольштині (на основі постанови Президії воєводської національної ради в Ольштині від 1970 р.). Метою його створення було збереження цінностей мальовничого, післяльодовикового озерного ландшафту, багатої фауни та флори, а також культурних та історичних цінностей північно-східної Польщі. У регіоні, де був створений парк, впливи континентального та морського клімату стикаються з місцевими факторами, створюючи специфічний мікроклімат.

## Географія
Загальна площа: 53 655 га
Площа лісів: 29тис. га: Водна поверхня (річки та озера): 18тис. га: Охоронна зона (підтрубування): 18608 га
Поселення людські: 29
Кількість постійних жителів: близько 4,8 тис.
У межах Мазурського ландшафтного парку розташоване найбільше в Польщі озеро Снярдви площею 11416 га (разом з озерами Качерайно і Сексти). Інші більші озера: Белдани (940,6 га), Мокре (814,78 га), Лукнайно (692,3 га), Міколайські (498 га), Варнолти (465 га) і Здружно (252,3 га). У басейні річки Крутиня налічується понад 20 невеликих дистрофних озер.
Парк охоплює північну частину Пущи Піської з річкою Крутиня.
У перспективі на частині Мазурського ландшафтного парку планується створити національний парк.

## Тваринний світ
Серед унікальних тварин парку існує гамарус (Pallasea quadrispinosa) — ракоподібний, який вважається післяльодовиковим морським реліктом, рідкісні різновиди губок (напр. Euspongilla lacustris), що зустрічається в озері Белдани та річці Крутиня, і представник дольодовикової епохи , черепаха ставкова. Польські Коники, які зустрічаються в Попельно, поблизу Руцяне-Ніди, також є визначною пам'яткою.
Зразки фауни, що зустрічаються в Мазурському ландшафтному парку:
- благородний олень (Cervus elaphus)
- косуля (Capreolus capreolus)
- дикий кабан (Sus scrofa)
- заєць-русак (Lepus europaeus)
- заєць білий (Lepus timidus)
- білка (Sciurus vulgaris)
- лисиця руда (Vulpes vulpes)
- єнотовидний собака (Nyctereutes procynoides)
- куниця (Martes martes)
- куниця букова (Martes foina)
- ласка звичайна (Mustela nivalis)
- тхір (Mustela putorius)
- їжак (Erinaceus europaeus)
- кріт (Talpa europaea)
- землерийки (Sorex araneus)
- кажани (Chiroptera)
- лось (Alces alces)
- сірий вовк (Canis lupus)
- видра (Lutra lutra)
- Горностай європейський (Mustela erminea)
- Борсук європейський (Meles meles)
- бобер (касторове волокно)
- Норка американська (Mustela vison) (немісцевий вид, проблемний)

птахи:
- білоголовий орлан (Haliaeetus albicilla)
- скопа звичайна (Pandion haliaetus)
- малий підорлик (Aquila pomarina)
- лелека чорний (Ciconia nigra)
- лелека білий (Ciconia ciconia)
- журавель звичайний (Grus grus)
- Філін (Bubo bubo)
- тетерев (Lyrurus tetrix) — на межі зникнення
- коршун чорний (Milvus migrans) і коршун червоний (Milvus milvus)
- канюк європейський (Pernis apivorus)
- кобус (Falco subbuteo)
- лунь (Circus cyaneus)
- Сова уральська (Strix uralensis)
- баклан звичайний (Phalacrocorax carbo sinensis)
- лебідь-шипун (Cygnus olor)
- крохаль (Mergus merganser)
- чапля сіра (Ardea cinerea)
- крячок чорний (Chlidonias nigier)
- гірчак звичайний (Botaurus stellaris)
- жайворонок звичайний (Vanellus vanellus)
- дятел чорний (Dryocopus martinus) і дятел зелений (Picus viridis)
- рябчик (Tetrastes bonasia)
- горіхівка звичайна (Nucifraga caryocatactes)
- хрестодзьоб ялина (Loxia curvirostra)
- іволга (Oriolus oriolus)
- синяк (Columba oenas)
- одуд (Upupa epops)
- зимородок (Alcedo atthis)
- ковш (Cinclus cinclus) — на верхів'ях Крутині та на річці Первос.

безхребетні:
- махаон (Papilion machaon)
- плакальниця (Nymphalis antiopa)
- казковий адмірал (Ванеса Аталанта)
- райдужне мерехтіння (Apatura iris)
- великий жук-козеріг (Cerambyx cerdo)
- губолистка (Polyphylla fullo)

## Флора
Серед рослинних реліктів слід назвати мохи, такі як мох, коймек, довголистий шилозуб і сфагнум, а також дерева — вербу чорничну та вербу лапландську .
- тис (2 позиції)
- орхідеї :
  - Лістера серцеподібна
  - лістера яйцеподібна
  - зозулині черевички
  - орхідея широколиста
  - коручка болотна
  - коручка рудавочервона
  - гудієра повзуча
  - гніздівка звичайна
  - коральковець
- росичка круглолиста

- звичайний плавець і плавець середнього рівня
- Купальниця європейська
- Ірис сибірський
- черепичні гладіолуси
- гвоздика пишна
- дзвіночок
- малий подорлик
- лілія мартагон
- сон відкритий та сон луговий
- анемона великоквіткова
- болонський дзвоник

- теплолюбні пряники меліси
- купина кільчаста

Льодовикові та бореальні релікти:
- північне хамедафне (найбільше місце в Польщі)
- близнюк
- синій багатокутник
- рядна осока
- осоки пухкої та верби чорничної

- клубний мох
- ніжна бавовна
- горобина чорна
- торф'яне болото
- осока болотна
- журавлина дрібнолиста

Водні та водні рослини:
- осока волотиста (береги озера Лісуне)
- найменша їжакоголівка
- нитка ставкова
- водяний мох (Fontanalis dalecarlica)
- червоні водорості (Hildebrandtia rivularis)
- мох (Paludella squarrosa)

Рослинні угруповання:
- град
- сосновий ліс
- вільха і вільха торфяна

## Заповідники
На території Мазурського ландшафтного парку знаходяться такі заповідники:
- Старий Чаплінець — орнітологічне, площею 17,10 га
- Лавни Лясек — ліс, площею 7,66 га
- Озеро Лісуне — водне, площею 19,0 га
- Озеро Лукнайно — орнітологічне, площа 1189,11 га
- Озеро Варнолти — ландшафтно-орнітологічне, площею 373,3 га
- Крулєвська Сосна — ліс і торф'яник, площею 103,76 га
- Крутиня Дольна — ландшафтно-флористичний та фауністичний, площею 969,33 га.
- Крутиня Горна — ландшафтно-лісовий масив, площею 273,12 га
- Пєрвос — ландшафтний, флористичний і фауністичний, площею 605,48 га
- Стшалово — ліс, площею 14,12 га
- Закрент — торф'яно-лісовий, площею 105,8 га

## Адреса
Крутин 66
11-710 Пієцький